# Sturmgeschütz-Brigade 909
De Sturmgeschütz-Abteilung 909 / Sturmgeschütz-Brigade 909 / Heeres-Sturmgeschütz-Brigade 909 was tijdens de Tweede Wereldoorlog een Duitse Sturmgeschütz-eenheid van de Wehrmacht ter grootte van een afdeling, uitgerust met gemechaniseerd geschut. Deze eenheid was een zogenaamde Heerestruppe, d.w.z. niet direct toegewezen aan een divisie, maar ressorterend onder een hoger commando, zoals een legerkorps of leger.
Deze Sturmgeschütz-eenheid kwam in actie aan het oostfront gedurende zijn hele bestaan en eindigde in Oost-Pruisen.

## Krijgsgeschiedenis

### Sturmgeschütz-Abteilung 909
Sturmgeschütz-Abteilung 909 werd opgericht in Jüterbog op 15 januari 1943. In het voorjaar van 1943 ging de Abteilung dan op transport naar het oostfront, richting Orel. Maar pas met Pasen 1943 kwam de Abteilung voor de eerste keer in actie, bij Kromy, vlak bij Koersk. In de Slag om Koersk was de Abteilung onderdeel van de noordelijke ar, als deel van het 46e Pantserkorps. Na het mislukken van dit offensief volgde een herfst van terugtochten, eerst naar de Dnjepr bij Retsjitsa, maar bij de jaarwissel 1943/44 stond de Abteilung al bij Paritschi vlak bij Bobruisk aan de noordrand van de Pripjatmoerassen.
Op 14 februari 1944 werd de Abteilung omgedoopt in Sturmgeschütz-Brigade 909.

### Sturmgeschütz-Brigade 909
De omdoping in Sturmgeschütz-Brigade betekende echter geen organisatorische verandering, de samenstelling bleef gelijk. In dit gebied bleef de brigade tot eind maart 1944 in actie telkens als er brandhaarden waren. Maar op dat moment werd de brigade uit het front gehaald, moest zijn Sturmgeschützen achterlaten en werd per spoor naar Polotsk gebracht. Hier, onder het 1e Legerkorps, werd de brigade opgefrist met personeel en nieuwe Sturmgeschützen, maar nam op 1 mei ook al deel aan een aanval op een Sovjet saillant ten oosten van Polotsk.
Op 10 juni 1944 werd de brigade omgedoopt in Heeres-Sturmgeschütz-Brigade 909.

### Heeres-Sturmgeschütz-Brigade 909
Ook nu betekende de omdoping geen organisatorische verandering, de samenstelling bleef opnieuw gelijk.
Toen op 22 juni 1944 het Sovjet zomeroffensief losbrak, wist de brigade samen met het legerkorps de stellingen drie dagen te houden, maar moest toen gaan terugtrekken. Daarna werd de brigade gescheiden.
De 1e Batterij bleef bij het Heeresgruppe Nord en trok terug naar Riga en belandde ten slotte in de Koerland-pocket. Op 1 december 1944 werd deze batterij naar Liepāja verplaatst en per schip naar Gotenhafen overgebracht en vandaar naar Altengrabow. Daar werd de batterij ingelijfd eind januari 1945 in de Sturmartillerie-Lehr-Brigade 111.
De 2 en 3 Batterij werden intussen ingezet rond Lepel en vocht zich terug richting Vilnius en Kaunas. Op 30 juli 1944 verkreeg de brigade een extra 4e Batterij en intussen hadden de stafbatterij en de onderhoudsploeg zich ook bijgevoegd. De brigade trok zicht vechtend terug tot in Oost-Pruisen. In oktober was de brigade bij het 2e Leger en in december bij het 4e Leger.

### Einde
De Heeres-Sturmgeschütz-Brigade 909 capituleerde op 8 mei 1945 in Oost-Pruisen.

## Samenstelling
- Staf
- 1e Batterij
- 2e Batterij
- 3e Batterij
- 4e Batterij (vanaf 30 juli 1944)

## Commandanten
| Rang      | Naam                           | Begin            | Eind             |
| --------- | ------------------------------ | ---------------- | ---------------- |
| Major     | Rossi                          | 15 januari 1943  | 25 december 1943 |
| Major     | Maximilian Rosmann van Goethem | 25 december 1943 |                  |
| Hauptmann | Dieter Pohl                    | 12 januari 1944  |                  |
| Major     | Karl Bergholz                  | juni 1944        |                  |
| Hauptmann | Hanspeter Müller               | september 1944   |                  |
| Hauptmann | Ernst August Twietmeyer        | februari 1945    |                  |

Hauptmann Pohl viel uit door ziekte.